# Annemie Turtelboom
Annemie Turtelboom (Ninove, 22 november 1967) is een voormalig Belgisch politica van de Vlaamse partij Open Vld. Ze was minister op het Belgisch federaal niveau, met achtereenvolgens Asiel en Migratie, Binnenlandse Zaken en ten slotte Justitie als beleidsdomeinen. Daarna werd ze Vlaams minister van Financiën, Begroting en Energie.

## Biografie

### Levensloop
Annemie Turtelboom werd geboren als tweede kind in een gezin met drie kinderen. Ze groeide op in Zandbergen aan de Dender, in de buurt van Geraardsbergen. Ze voltooide in 1988 regentaat Nederlands-geschiedenis-economie aan het Guardini Instituut voor Pedagogisch Hoger Onderwijs in Brussel en trok daarna naar Leuven, om daar in 1993 licentiate in de economie aan de Katholieke Universiteit Leuven te worden. Daar sloot ze zich ook aan bij de christendemocratische studenten. Turtelboom werkte van 1993 tot 2003 aan de Katholieke Hogeschool Leuven, waar ze eerst economische vakken doceerde en nadien opleidingsverantwoordelijke werd voor de afdeling Marketing.

### Politiek
Ze begon haar politieke engagement bij de CVP-Jongeren, waarvan ze van 1995 tot 1999 ondervoorzitter was. In februari 2001 vormde ze samen met een groep jongeren de Yanko-groep. Nadien sloot deze groep zich aan bij de Nieuwe Christen-Democraten (NCD) (met onder andere met Johan Van Hecke en Karel Pinxten), die zich afscheurde van de CVP om een minder conservatieve koers te varen. De NCD sloot zich vervolgens aan bij de liberale VLD.

### Parlementslid
In juni 2003 werd Turtelboom voor deze partij lid van de Kamer van volksvertegenwoordigers als vervangster van Bart Somers, die minister-president van de Vlaamse Regering werd. In de Kamer specialiseerde ze zich in Sociale Zaken, Werk en Pensioenen. Ze bleef er zetelen tot in juni 2007. Bij de federale verkiezingen van 10 juni 2007 kwam Turtelboom op voor de Senaat, maar ze raakte niet verkozen. Vervolgens was Turtelboom tot in maart 2008 adviseur voor Werk en Pensioenen op het kabinet van premier Guy Verhofstadt.

### Minister van Migratie- en Asielbeleid
Op 20 maart 2008 werd ze minister van Migratie- en Asielbeleid in de regering-Leterme I - als eerste minister exclusief bevoegd voor die bevoegdheid. Ze behield die bevoegdheid nadien in de regering-Van Rompuy.
Daarbij werden nieuwe accenten gelegd voor gezinnen met kinderen. Zo werden terugkeerhuizen voor uitgeprocedeerde gezinnen met kinderen als alternatief voor opsluiting in gesloten centra opgericht en gebeurde er een tijdelijke regularisatie voor gezinnen met kinderen.

### Minister van Binnenlandse Zaken
Bij een herschikking van deze regering volgde ze op 17 juli 2009 partijgenoot Guido De Padt op als minister van Binnenlandse Zaken en werd zo de eerste vrouw op dat departement in België. Melchior Wathelet (cdH) kreeg haar bevoegdheid Asiel en Migratie. Tijdens deze periode werd het land geconfronteerd met verschillende catastrofes: een explosie in Luik, wateroverlast op verschillende plaatsen in België en het treinongeval bij Buizingen. België hielp ook in Haïti na de aardbeving.
Na de rellen van 2009 werd er een nultolerantie ingevoerd in bepaalde wijken van Brussel. Er werd ook een verdere stap in de hervorming van de brandweer gezet.
Tijdens het Belgisch voorzitterschap van de Raad van de Europese Unie in de tweede helft van 2010, zette Turtelboom de strijd tegen "grensoverschrijdende criminaliteit op de agenda, door in te zetten op betere informatie-uitwisseling en een pro-actiever optreden. Ook de internationale illegale wapenhandel, na het conflict in de Balkan, werd op de agenda gezet."

### Minister van Justitie
Bij de federale verkiezingen van 13 juni 2010 werd Turtelboom voor Open Vld opnieuw verkozen in de Kamer van volksvertegenwoordigers. Tijdens de langdurige regeringsonderhandelingen onderhandelde Turtelboom in het najaar van 2011 mee over het luik veiligheid en werd op 6 december dat jaar benoemd tot minister van Justitie in de regering-Di Rupo. Als eerste Vlaamse vrouw op het departement Justitie en als eerste niet-juriste sinds vijfentwintig jaar, kreeg zij de uitdrukkelijke opdracht de langverwachte hervorming van de rechterlijke orde eindelijk op gang te brengen, en de crisis in de strafuitvoering aan te pakken. De wet met betrekking tot de hervorming van het gerechtelijke landschap - de oorspronkelijke indeling dateerde van de tijd van Napoleon - werd gestemd in het parlement.
Er werden ook drie nieuwe gevangenissen geopend: in Beveren, Leuze, en Marche-en-Famenne. Dit was in de strijd tegen overbevolking, maar ook om de verouderde infrastructuur te moderniseren.
Daarnaast werd ook het eerste forensisch psychiatrisch centrum in Gent geopend, voor veroordeelden die ook psychiatrische zorg nodig hebben en werd de eerste steen gelegd van een gelijkaardig centrum in Antwerpen.
Na jaren onderhandelen was er een akkoord over de terugkeer van illegale veroordeelden naar Marokko en werden ook effectief veroordeelden teruggestuurd.
Er werd nieuwe wetgeving uitgewerkt over de "buitengerechtelijke geschillenoplossing" of arbitrage, waarmee België het Europese centrum wilde worden voor internationale arbitrage.
Om ouders meer keuzevrijheid te geven werd aan ouders de mogelijkheid gegeven om de achternaam van hun kind volledig vrij te kiezen. Op die manier werd een dubbele achternaam ook mogelijk in België. Ook kunnen ouders kiezen om de familienaam van de mama toe te kennen aan hun kind.

### Vlaams Viceminister-president en minister van Financiën, Begroting en Energie
Bij de verkiezingen van 25 mei 2014 werd zij opnieuw verkozen in de Kamer. Twee maanden later, op 25 juli 2014, verliet Annemie Turtelboom de federale regering om in de Vlaamse regering-Bourgeois het ambt van viceminister-president van de Vlaamse regering en minister van Financiën, Begroting en Energie te bekleden.
Tijdens deze periode werd er een verlaging van de schenkingsrechten ingevoerd en een vergroening van de verkeersbelasting doorgevoerd.
Op 29 april 2016 heeft ze haar ontslag aangeboden als minister. Aanleiding was de zogenoemde Turteltaks (zie onder), een heffing waar veel kritiek op kwam en die naar haar eigen zeggen te veel "gepersonaliseerd geraakt" is. Ze werd opgevolgd door Bart Tommelein, waarna ze terugkeerde naar de Kamer. Ze bleef Kamerlid tot eind april 2018 en was ditmaal actief in de commissie Buitenlandse Zaken.

#### Turteltaks
De forfaitaire energieheffing die door Turtelboom werd opgelegd, kreeg als bijnaam de Turteltaks. Het ging om de heffing die elk gezin tot 2020 jaarlijks moest betalen om de schuld af te lossen die ontstond door het toekennen van subsidies voor hernieuwbare energie in vorige legislaturen, een schuld die de regering wilde wegwerken.
Een gebrekkige afbakening van de subsidies zorgde er echter voor dat de meeste groenestroomcertificaten naar grote stroomproducenten en naar minder duurzame types van biomassacentrales vloeiden. Zo liet onder andere voormalig VLD-volksvertegenwoordiger en bestuurder van Katoen Natie Fernand Huts 800.000 m² zonnepanelen op de daken van tientallen havenloodsen installeren, goed voor een vermogen van zo'n 35 gigawattuur. Het zonnepanelenpark van Fernand Huts - toen de grootste rooftopinstallatie van Europa - en 3.385 andere soortgelijke grootschalige installaties krijgen op die manier elk jaar 231 miljoen euro subsidie van de Vlaamse overheid, 20 jaar lang. In 2011 ging ongeveer 30% van de subsidies naar zulke installaties. De stimuli voor groene energie waren hierdoor minder succesvol dan in sommige buurlanden en voor de periode 2007-2031 dreigde de maatregel een gat van zo'n 10 miljard euro in de begroting te slaan.
Turtelboom legde de Vlaamse burgers per 1 januari 2016 een heffing van € 100 op (voor verbruik tot 5000 kWh, bij hoger verbruik liep dat bedrag op; voor gezinnen die in zogeheten "energiearmoede" leven, is de heffing € 25). Voor meer dan 11.500 gezinnen in Vlaanderen zou volgens sp.a'er Rob Beenders de elektriciteitsfactuur kunnen oplopen tot € 770 en voor kmo's tot € 1.300 per jaar. De grootste gebruikers - waaronder BASF, ArcelorMittal en Nyrstar - moeten echter geen bijdrage leveren. De energieheffing werd ingevoegd om de schuldenberg veroorzaakt door de grote hoeveelheid uitgereikte groenestroomcertificaten te bekampen. Deze certificaten werden ingevoerd onder de regering-Dewael om de productie van hernieuwbare energie te ondersteunen.
Begin december 2015 gaf de Raad van State een negatief advies over de plannen van minister Turtelboom betreffende de zogenoemde Turteltaks. Deze stelde dat er reeds een (federale) heffing bestaat op het elektriciteitsverbruik, waardoor Vlamingen dubbel belast zouden worden, wat strijdig was met zowel de Grondwet als de bevoegdheidsafspraken tussen het federale en regionale bestuursniveau. De regering besloot echter bij monde van Turtelboom - op basis van arresten van het Grondwettelijk Hof - het advies van de Raad van State te negeren. Eind januari 2016 kwam de Turteltaks opnieuw in opspraak toen bleek dat twee derde van de opbrengst - € 2 miljard op 10 jaar - gebruikt zou worden voor subsidies aan een oude kolencentrale die energie zou halen uit houtpellets te Genk. In 2017 werd de heffing door het Grondwettelijk Hof vernietigd.

### Yale Fellow
In 2017 werd zij aanvaard als lid van het Greenberg World Fellows Program van de Yale-universiteit, een van de acht Amerikaanse Ivy League-universiteiten.

### Lid van de Europese Rekenkamer
In januari 2018 werd ze door de Belgische federale regering voorgedragen als kandidaat-lid van de Europese Rekenkamer. Na een hoorzitting in het Europees Parlement werd haar kandidatuur in februari 2018 goedgekeurd. Op 1 mei 2018 werd ze officieel lid van de Europese Rekenkamer, waardoor ze ontslag nam uit al haar mandaten. In oktober 2022 werd ze verkozen als Deken van Kamer II, de kamer die onder andere de Europese cohesiefondsen auditeert. Haar eerste mandaat liep tot 30 april 2024 en werd in november 2023 verlengd door het Europees Parlement. Haar tweede mandaat zal tot in 2030 lopen.

### Overige mandaten en activiteiten
Van 2001 tot 2006 was Turtelboom OCMW-raadslid van Puurs en daarna was ze van 2007 tot 2012 gemeenteraadslid van de gemeente. Ze verhuisde begin 2012 naar Antwerpen om haar partij daar te helpen bij een nieuw elan. Ze werd met 4565 voorkeurstemmen verkozen bij de gemeenteraadsverkiezingen van oktober 2012, waarna ze gemeenteraadslid en fractieleider in de Antwerpse gemeenteraad werd. Turtelboom was ook lid van de raad van bestuur van de Haven van Antwerpen. In april 2018 nam ze ontslag uit deze functies.
Sinds oktober 2019 is Turtelboom onbezoldigd gastprofessor Europese begroting aan de UHasselt. Ze maakt ook deel van de adviesraad van de Koning Boudewijnstichting. Turtelboom was in 2020 ook mentor voor jonge vrouwelijke professionals in het kader van Globsec CEE-HER. Van 2012 tot 2018 was Turtelboom voorzitter van de vrienden van het Antwerpse Modemuseum. Ze draagt bijna uitsluitend Belgische mode.

## Ereteken
- 2019: Grootofficier in Leopoldsorde [51]